# Marcha das Vadias na América Latina

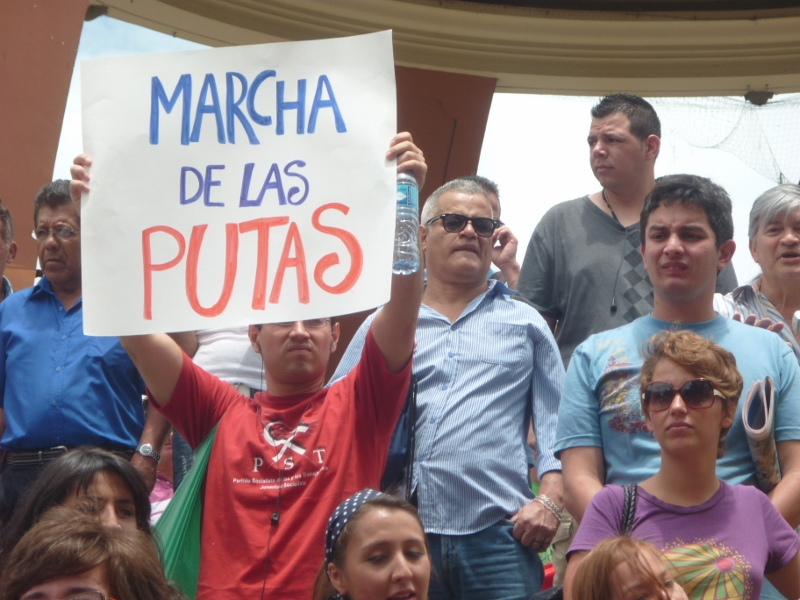
Marcha de las Putas na Costa Rica, 14 de agosto de 2011

A Marcha das Vadias na América Latina (em espanhol: Marcha de las Putas) é um movimento social realizado em diversos países do continente latino-americano que reuniu milhares de pessoas nas ruas para protestarem contra a cultura do estupro e da culpabilização da vítima em casos de abuso sexual. No Brasil, o termo em língua portuguesa foi intitulado como "Marcha das Vadias", enquanto que na maioria dos países que falam espanhol, a nomenclatura utilizada é "Marcha de las Putas". Na Colômbia e no Peru, o termo PUTAS é considerado um acrônimo "Por Una Transformación Auténtica y Social (Por Uma Transformação Autêntica e Social)". Países como Argentina, Brasil, e Colômbia notabilizaram-se por organizarem a Marchas das Vadias simultâneas em diferentes cidades. As manifestações repetiram-se anualmente em boa parte dos países, embora nem sempre nas mesmas cidades. Alguns organizadores escolheram as melhores datas para coincidir com eventos significativos, como o Dia Internacional para a Eliminação da Violência contra as Mulheres e a Jornada Mundial da Juventude.
Na América Latina, houve interações por parte dos organizadores em diversos países. Na Argentina, por exemplo, ocorreu esse diálogo com o pessoal do México e da Venezuela através de redes sociais, e a artista Adriana Minolitti participou das Marchas das Vadias Mexicanas antes de se tornar organizadora em Buenos Aires. Eles foram, por sua vez, contatados por organizadores na Bolívia e no Uruguai para obter assistência. Além disso, o organizador da Marcha das Vadias nacional na Colômbia teve alguma interação anterior com organizadores no Peru, e a ativista argentina Leonor Silvestri viajou ao Chile para ajudar a organizar La Marcha de las Maracas em Santiago. Na maioria dos países, a comunidade LGBT participou ativamente, e muitos protestos foram assistidos por profissionais do sexo, com outros expressando seus solidariedade. Houve também um canto regional comum: "!Alerta, alerta, alerta que camina la Marcha de las Putas por América Latina!" (Alerta! Alerta! Alerta, as vadias estão protestando por toda a América Latina!).
Os protestos na América Latina, embora tiveram o mesmo objetivo principal dos demais países, alguns direcionaram as críticas diretamente às autoridades estatais locais e aos membros da Igreja Católica, cujos comentários públicos consideraram como um reforço dos estereótipos de gênero e de uma cultura de violência contra as mulheres. Houve manifestantes que usaram trajes católicos em vários países, enquanto muitos protestos exigiam o Estado laico e culpavam a Igreja Católica por restringir os direitos das mulheres. Em contrapartida, exceções ocorreram na Colômbia, onde os católicos aderiram aos protestos. A Marcha das Vadias contra os gastos públicos para a visita do Papa Francisco no bairro do Copacabana, no Rio de Janeiro, Brasil, contou com grupos católicos dissidentes marchando entre os manifestantes também.
Alguns protestos evoluíram tiveram organizações permanentes, continuaram a trabalhar ao longo do ano para combater a violência contra as mulheres, e participaram ou organizaram eventos diferentes das típicas Marchas das Vadias para aumentar a conscientização sobre a agressão sexual.

## Argentina

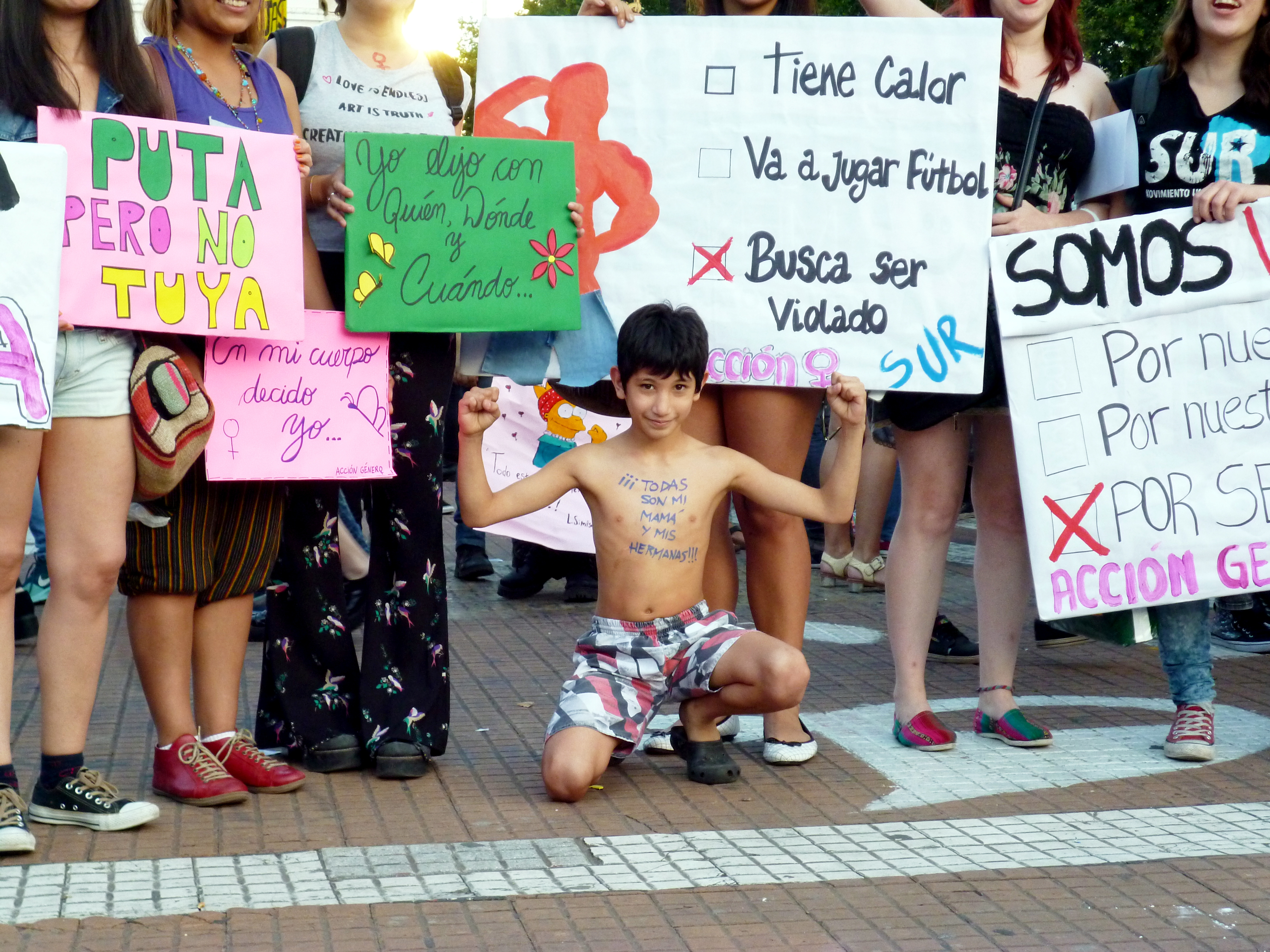
Marcha de las Putas em Buenos Aires, 22 de novembro de 2014

No dia 12 de agosto de 2011, ocorreu simultaneamente a primeira Marcha das Vadias em Buenos Aires, Rosário e Mar del Plata, com a nomenclatura em espanhol Marcha de las Putas. Os organizadores, a maioria deles pertencentes a organizações de mulheres e de direitos humanos, descreveram a marcha como "não uma estratégia de luta, mas uma união de mulheres e homens para exigir o respeito pelas liberdades individuais das mulheres". Os participantes mencionaram as taxas alarmantes de mulheres assassinadas e o tráfico de seres humanos para exploração sexual na Argentina como motivos para aderir à Marcha das Vadias. A deputada feminista María José Lubertino, que participou do protesto, disse: "Mesmo que tenha começado em um país estrangeiro, esta marcha nos ajuda a construir uma cidadania melhor e é isso que impulsiona as políticas públicas". Em 25 de novembro de 2011, A Marcha de las Putas protestou na cidade de Mendoza. O dia foi escolhido por ser o Dia Internacional para a Eliminação da Violência contra as Mulheres. Um documento emitido pelos organizadores afirma: "vamos marchar para exigir o fim de todas as formas de violência contra a mulher, a figura do feminicídio como agravante incorporada no Código Penal, orçamento para a implementação da Lei de Violência Doméstica e o processamento e aprovação da lei de interrupção voluntária da gravidez.
As novas manifestações da Marcha de las Putas foram realizadas em Buenos Aires, Córdoba, San Juan e Mar del Plata em 3 de novembro de 2012. O tema principal do protesto foram os estereótipos sexuais. A marcha começou com uma exposição de fotografias do comício anterior. Houve também oficinas e espaços de debate sobre respeito íntimo e social, educação não sexista e violência midiática, enquanto diversas bandas musicais se apresentavam no palco. A organizadora Verónica Lemi explicou: "não basta marchar. Precisamos de sensibilizar e criar espaços de reflexão e debate para que possamos levar os nossos slogans para a nossa vida quotidiana. Precisamos que a sociedade deixe de justificar, tolerar ou minimizar os abusos sexuais, e pare de culpabilização da vítima." Ela também apontou a necessidade de promover que "as vítimas de abuso sexual falem de suas experiências sem serem julgadas por isso e obtenham a ajuda de que precisam para se curar". O objetivo do protesto foi ressignificar o conceito da palavra "puta" (equivalente a "vadia", mas também a "prostituta"), retirar-lhe o poder violento para que não possa ser usada para causar danos, favorecer a construção de uma sociedade onde todos são respeitados independentemente do gênero, orientação sexual ou estilo de vida escolhido.
Em 6 de outubro de 2013 aconteceu mais uma Marcha de las Putas em Buenos Aires. Começou com um espaço aberto para que as mulheres pudessem compartilhar suas histórias de abuso sexual que sofreram, muitas das quais aconteceram ainda durante a infância ou na adolescência e foram silenciadas durante anos. "Levei doze anos para contar à minha família que fui abusada quando tinha 10 anos. Só consegui fazer isso depois que entrei nesse movimento e descobri que outras pessoas passaram por situações semelhantes", explicou Deborah, uma das organizadoras. Rita González, outra das organizadoras, explicou que a marcha se enquadra num conjunto mais amplo de "ações realizadas durante todo o ano, para dar assistência jurídica, apoio emocional e companhia a pessoas que passaram por situações difíceis, que começam a superar em encontros de cura onde eles possam verbalizar sua dor." O slogan selecionado para o protesto foi: "Desnudando la cultura de la violación (Divulgando a cultura do estupro)". Outras cidades conhecidas por sediarem Marchas das Vadias foram Posadas, La Plata e Formosa.
María José Lubertino, mais uma vez participante da marcha, disse: "no século XXI, não podemos permitir que as mulheres sejam julgadas pela forma como nos vestimos. Há algumas semanas, a nossa presidente Cristina Kirchner foi desprestigiada por usar leggings, um exemplo claro do que fazemos e vemos diariamente em diferentes esferas. É ridículo e um comportamento típico como esse contribui para que a Marcha de las Putas se aplique ativamente na construção de uma nova realidade, na qual prevalecem o respeito, o reconhecimento e a igualdade efetiva entre homens e mulheres".
Em 19 de novembro de 2013, La Marcha de las Putas participou entre várias outras organizações num protesto mais amplo para aumentar a conscientização sobre o abuso sexual infantil. Incluía atividades relacionadas com a importância da detecção e prevenção do abuso sexual infantil, processos legais e cura. O protesto defendeu melhores leis e a aplicação eficaz das leis existentes. O dia foi encerrado com palestras das organizações e atividades artísticas para os manifestantes.

## Brasil

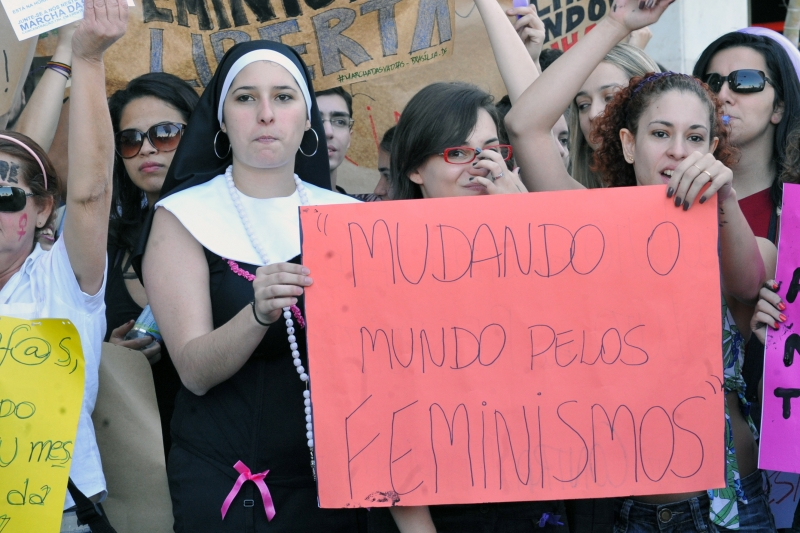
Marcha das Vadias em Brasília, no dia 18 de junho de 2011. A cartaz diz: "Mudando o mundo pelos feminismos".

No Brasil, a primeira Marcha das Vadias aconteceu na cidade de São Paulo em 4 de junho de 2011. Cerca de 300 pessoas se reuniram, marchando em trajes diários. Apenas uma estudante de 23 anos participou de roupa íntima. As organizadoras do evento, a escritora Solange De-Ré e a publicitária Madô Lopez, explicaram: "A gente não quer carnaval. A gente quer que as pessoas se vistam normalmente, como elas gostam de se vestir". No dia 18 de junho de 2011 uma nova Marcha das Vadias reuniu mil pessoas em Brasília, capital do país. Apesar do nome, a Marcha das Vadias reuniu mulheres, homens e famílias, às vezes incluindo bebês. Os participantes entoaram slogans contra o abuso sexual. No dia 2 de julho de 2011, centenas de pessoas compareceram à Marcha das Vadias no bairro de Copacabana, na Zona Sul do Rio de Janeiro. Os participantes defenderam a melhoria dos hospitais e delegacias para mulheres vítimas de abuso sexual, o acesso ao aborto sem burocracia quando a gravidez é consequência de estupro e a implementação efetiva da Lei Maria da Penha, nos casos de mulheres agredidas no âmbito da violência doméstica. Durante o ano de 2011, novas Marchas das Vadias foram organizadas em Belo Horizonte, Florianópolis, Juiz de Fora, Recife, Fortaleza, Porto Alegre e Natal.
No dia 26 de maio de 2012, a Marcha das Vadias aconteceu simultaneamente em Brasília, Rio de Janeiro, Belo Horizonte, São Paulo e Vitória, entre outros. Durante a marcha em Brasília, um homem que participava do protesto começou a falar frases ofensivas para mulheres e homossexuais, e depois baixou as calças para mostrar o pênis. Ele foi rapidamente preso por ato obsceno e levado para uma delegacia próxima.
No dia 25 de maio de 2013, a Marcha das Vadias foi realizada em Recife e São Paulo, reunindo mais de 2 000 e 1 000 pessoas respectivamente. Késia Salgado, organizadora no Recife afirmou: "A marcha vem para mostrar que as mulheres não ficarão mais caladas, que a impunidade não vai acontecer; vivemos uma epidemia e a sociedade tem que se reeducar (...) A marcha das vadias não para quando termina; continuamos trabalhando para que não se esqueça que a violência acontece todo dia." Nesta cidade, o protesto incluiu diversas intervenções artísticas de grupos de apoio à causa. Perto do final da marcha na Praça da Independência, o grupo abriu espaço para depoimentos. Com megafones, as mulheres vítimas de violência sexual partilharam as suas experiências com o resto dos manifestantes.
Em São Paulo, a marcha passou pela Rua Augusta, rua conhecida por ser ponto de encontro de prostitutas, como gesto de apoio. "É na Augusta que ficam as mulheres que a sociedade gosta de chamar de vadias, estupráveis", explicou um membro do grupo. "Nossa intenção é criar visibilidade sobre a luta contra a violência à mulher. É estimular a mulher que sofre violência a romper o silencio e estimular os homens sobre os atos diários de violência que praticam". Os manifestantes também entregaram aos pedestres um "cartão de segurança" para guardar nas carteiras, contendo o número de telefone dos serviços que atendem mulheres vítimas de abuso.
Houve uma nova Marcha das Vadias organizada em Brasília no dia 22 de junho de 2013, reunindo cerca de 3 000 pessoas. Os manifestantes falaram contra a intervenção do Estado nos corpos das mulheres e contra os líderes religiosos que ocupam assentos nas instituições do Estado. Foi relatado novo episódio de um homem que, em aparente estado de embriaguez, insultou os manifestantes e baixou as calças.
No bairro do Copacabana, no Rio de Janeiro, a Marcha das Vadias foi planejada para coincidir com a visita do Papa Francisco à cidade, no dia 22 de junho de 2013, no contexto da Jornada Mundial da Juventude, e o protesto foi renomeado como "Jornada Mundial das Vadias". A organizadora Rogéria Peixinho explicou que "realizar o ato durante a visita do Papa é também uma forma de colocar mais um jovem na rua, estabelecendo um contraponto político. Queremos mostrar que existe outro jovem e outra forma de pensar o mundo, e os escolhidos a data também tem a ver com isso." Houve vários participantes com fantasias representando personagens religiosos como freiras e o Papa, e cartazes com trocadilhos e slogans rejeitando visões religiosas sobre as mulheres e a sexualidade. Um grupo chamado Católicas pelo Direito de Decidir, favorável ao aborto legal, mulheres sacerdotes e padres casados, participou do protesto.
Peixinho afirmou a importância da visita do Papa relativamente aos objetivos da Marcha das Vadias: "A presença do Papa e os recursos públicos destinados à visita de um líder espiritual põem em causa o Estado laico. os eixos do nosso movimento, bem como o direito ao corpo, as denúncias sobre os casos de estupro que aumentam especialmente no Rio, e a formulação de políticas públicas para proteger as mulheres." Os participantes, durante a marcha, encontraram um grupo de cerca de 50 peregrinos vindos de França, Chile e Itália, participantes da Jornada Mundial da Juventude, que se sentiram ofendidos com o ato e começaram a insultar os participantes. Um peregrino cuspiu na cara de um manifestante. No entanto, a maioria dos peregrinos observou pacificamente a manifestação e alguns estrangeiros, sem se aperceberem, misturaram-se entre os manifestantes.
Durante o protesto, alguns dos participantes destruíram estátuas de santos. Peixinho garantiu que a ação não foi planeada nem incentivada pelos organizadores, mas após o incidente vários deles sofreram ameaças de morte através de telefonemas, mensagens de texto e mensagens nas redes sociais, tendo sido criadas várias páginas no Facebook expondo os seus números de telefone e moradas. O movimento denunciou o caso à Comissão de Direitos Humanos da Alerj e buscou apoio da Anistia Internacional.

### Manifestação na Marcha das Vadias em Porto Alegre
Durante a Marcha das Vadias de 2014, um grupo de mulheres negras organizado pelo Coletivo Negração realizou manifestações que chamaram a atenção para a violência contra as mulheres negras. O objetivo na realização desta manifestação foi destacar a forma como as identidades duplas das mulheres negras como negros e mulheres se cruzam para criar dupla opressão, diferente da das feministas predominantemente brancas na Marcha das Vadias. Durante as manifestações, as mulheres cantaram coisas como "Claudie Ferreria resiste", referindo-se e solidarizando-se com a mulher negra que foi assassinada e depois arrastada na rua ligada a uma van da Polícia Militar no Rio de Janeiro. Além dos cantos, frases como "Isso não é um convite", foram escritas nos corpos dos manifestantes para protestar contra o abuso sexual e o sexismo contra as mulheres negras.
O protesto passou a se dividir em dois locais, na Delegacia da Mulher na Cidade Baixa. Na Delegacia da Mulher, o foco era a violência contra as mulheres perpetuada pela polícia. Cartas abertas com demandas, como melhores condições de atendimento no local, aumentaram as vagas em abrigos para mulheres vítimas de violência e programas de prevenção à violência. Os manifestantes também ficaram na rua para representar simbolicamente a violência sistêmica contra as mulheres negras no Brasil. O setor do protesto que continuou até a Cidade Baixa, marcou o pavimento com grafites em locais onde ocorreram eventos sexistas, racistas e homofóbicos. Uma das paradas de manifestação foi no bar Pingium, onde manifestantes vaiaram o bar, beijaram e queimaram o tapete de entrada junto com seus sutiãs.

## Chile
Em 19 de setembro de 2011 ocorreu a primeira Marcha das Vadias na cidade de Santiago, no Chile, com o nome Marcha de las Putas y las Maracas, e foi designada para caminhar da Plaza del Corregidor até Estação Mapocho. O protesto foi organizado pelo grupo Rita Lazo, que explicou: "esta é uma resposta à violência ainda presente em muitas áreas das nossas vidas. Quando nos apropriamos e ressignificamos a palavra 'puta', retiramos o seu significado ofensivo e combatemos contra o domínio sobre nossos corpos. Abortamos o medo: quando uma mulher diz NÃO, significa NÃO. Nada justifica as ações de um estuprador, da sociedade como um todo, por isso dizemos: SOMOS TODAS PUTAS!"
No dia 13 de janeiro de 2012, cerca de 600 pessoas, a maioria estudantes do sexo feminino, se reuniram na cidade de Ñuñoa para protestar contra o prefeito da cidade, Pedro Sabat, por ter dito a respeito da ocupação do Internado Nacional Feminino. Em debate com a presidente do movimento estudantil, Camila Vallejo, Sabat descreveu o movimento como "uma putaria" e acusou os estudantes de praticarem comércio sexual dentro da instituição de ensino. Antes do protesto, os estudantes apresentaram acusações legais por difamação contra o prefeito.
Io Guiria, porta-voz dos estudantes, garantiu que estavam "prontos para levar o protesto adiante até ao fim". "Acreditamos que o sistema de Justiça deve agir após declarações tão graves", afirmou, acrescentando ainda que esperam uma indenização, bem como um pedido público de desculpas "e, se possível, uma pena de prisão". O protesto terminou quando as Forças Especiais dos Carabineiros do Chile agiram para evitar que a multidão cortasse o trânsito na rua Irarrázaval, e enfrentaram os manifestantes com bombas de gás lacrimogêneo e canhões d'água. A estudante Natalia Torres foi atingida por uma pedra na cabeça e ficou sozinha por 40 minutos até receber ajuda de um médico que passou por ali. Seis pessoas foram presas quando o protesto terminou.

## Colômbia
Em 25 de fevereiro de 2012, foi realizada a primeira Marcha das Vadias com a nomenclatura Marcha de las Putas nas cidades de Armênia, Bucaramanga, Barranquilla, Manizales, Medellín, Pereira, ilha de San Andrés, Villavicencio, Tunja e Bogotá, reunindo até 2 000 pessoas na capital do país, na Praça Bolívar. Os participantes incluíram homens, mulheres, comunidade LGBT, intelectuais, estudantes universitários e representantes da Igreja Católica. Alguns homens ajudaram com torsos nus e usando batom vermelho. Também havia muitas mulheres de topless, uma das quais explicou: "Vim nua hoje porque deve ficar claro que meu corpo é só meu, e mesmo andando de peito nu só eu decido quem pode me tocar". Mar Candela, uma das organizadoras, coube ao discurso de abertura: "Sofremos por ser chamadas de vadias por vivermos livremente a nossa sexualidade. Quando somos vítimas de violência, há quem ouse dizer que 'pedimos'. Somos vítimas de assédio nos ônibus, nas ruas, nos espaços públicos. Esta sociedade precisa entender que quando uma mulher diz não é não." Na Colômbia, uma mulher é vítima de abuso a cada 6 horas e uma média de 245 mulheres são vítimas de algum tipo de violência todos os dias. Mar Candela afirmou que Marcha de las Putas provou que todos os setores da sociedade estão empenhados em acabar com ela. "Faremos isso. Faremos com que nenhuma mulher seja vítima de violência sob a cumplicidade do silêncio da sociedade."
O protesto foi encerrado com um discurso de um grupo de profissionais do sexo que exigia que o governo e a sociedade reconhecessem os seus direitos . Darly, uma delas, expressou: "Queremos ser respeitadas. Trabalhamos com o corpo, como todo mundo. O sapateiro usa as mãos para fazer sapatos, o jogador de futebol usa os pés para fazer gols. Portanto, sendo prostituta, ninguém tem o direito de me apontar o dedo ou de me tratar com violência." A  organização não governamental Opción Colombia e Red Colombiana de Masculinidades no Hegemónicas também participaram das manifestações.
No dia 6 de abril de 2013, A Marcha de las Putas foi realizada simultaneamente na capital Bogotá (onde compareceram mais de mil pessoas), Barranquilla, Cali, Cartagena, Manizales e Medellín. Mar Candela, organizadora em Bogotá e coordenadora do protesto em nível nacional, decidiu usar a palavra "PUTAS" como um acrônimo para "Por Una Transformación Auténtica y Social (Por Uma Transformação Autêntica e Social)", que havia sido utilizada no Peru durante os protestos. Ela acrescenta: "A palavra 'puta' não deveria nem ser usada como ofensa, e isso revela uma grande ignorância. O que quer que uma mulher faça com sua vagina, ela é um ser humano com plenos direitos individuais. uma prostituta significa perder os direitos constitucionais e a proteção do Estado, mas a prostituição é legalizada na Colômbia. E mesmo que fosse ilegal, elas ainda têm plena posse dos seus direitos, porque os direitos humanos se aplicam até mesmo aos criminosos".
Segundo Mar Candela, todas as setores da sociedade estiveram representadas na marcha incluindo católicos, protestantes, LGBT, ateus, artistas, agnósticos e krishnas, o que permitiu tratar o assunto fora do contexto feminista tradicional. Ela também falou sobre as atividades da Marcha de las Putas além dos protestos de rua: "temos colaborado com escolas e comunidades em diferentes bairros e agora estamos ampliando esses processos. Hoje, nosso movimento feminista e a pedagogia urbana da Marcha das Vadias conta com a presença da psicóloga sexual Alejandra Quintero, que apoia fortemente a questão do empoderamento do corpo feminino." Além de combaterem as atitudes conservadoras, as mulheres e as organizações de mulheres na marcha estavam preocupadas com a violência sexual que tem sido parte integrante do conflito armado. A ONU apelou à Colômbia para acabar com a impunidade dos crimes sexuais cometidos pelas forças armadas.
Rubiela Valderrama, organizadora em Cartagena das Índias, afirmou que muitas organizações, grupos e fundações foram convidadas a aderir ao protesto. Ela também explicou que o objetivo da Marcha de las Putas é "criar interesse entre a comunidade de Cartagena, promover sua participação em ações afirmativas focadas na transformação da consciência individual e coletiva para quebrar a opressão, a injustiça e qualquer regra ou norma que naturalize violência contra as mulheres na cidade".
Em 17 de novembro de 2013, A Marcha de las Putas organizou um protesto em frente a um famoso restaurante de Bogotá chamado Andrés Carne de Res. Foi feita no dia 2 de novembro uma denúncia de uma mulher de 19 anos que foi estuprada por um advogado no estacionamento do restaurante e Andrés Jaramillo, dono do estabelecimento, apontou as roupas da vítima como explicação. A iniciativa foi divulgada principalmente pelas redes sociais. Após os acontecimentos, Jaramillo pediu desculpas e negou ter atitude sexista, e o acusado estuprador apresentou-se no Ministério Público para interrogatório, mas não foi preso.

## Costa Rica

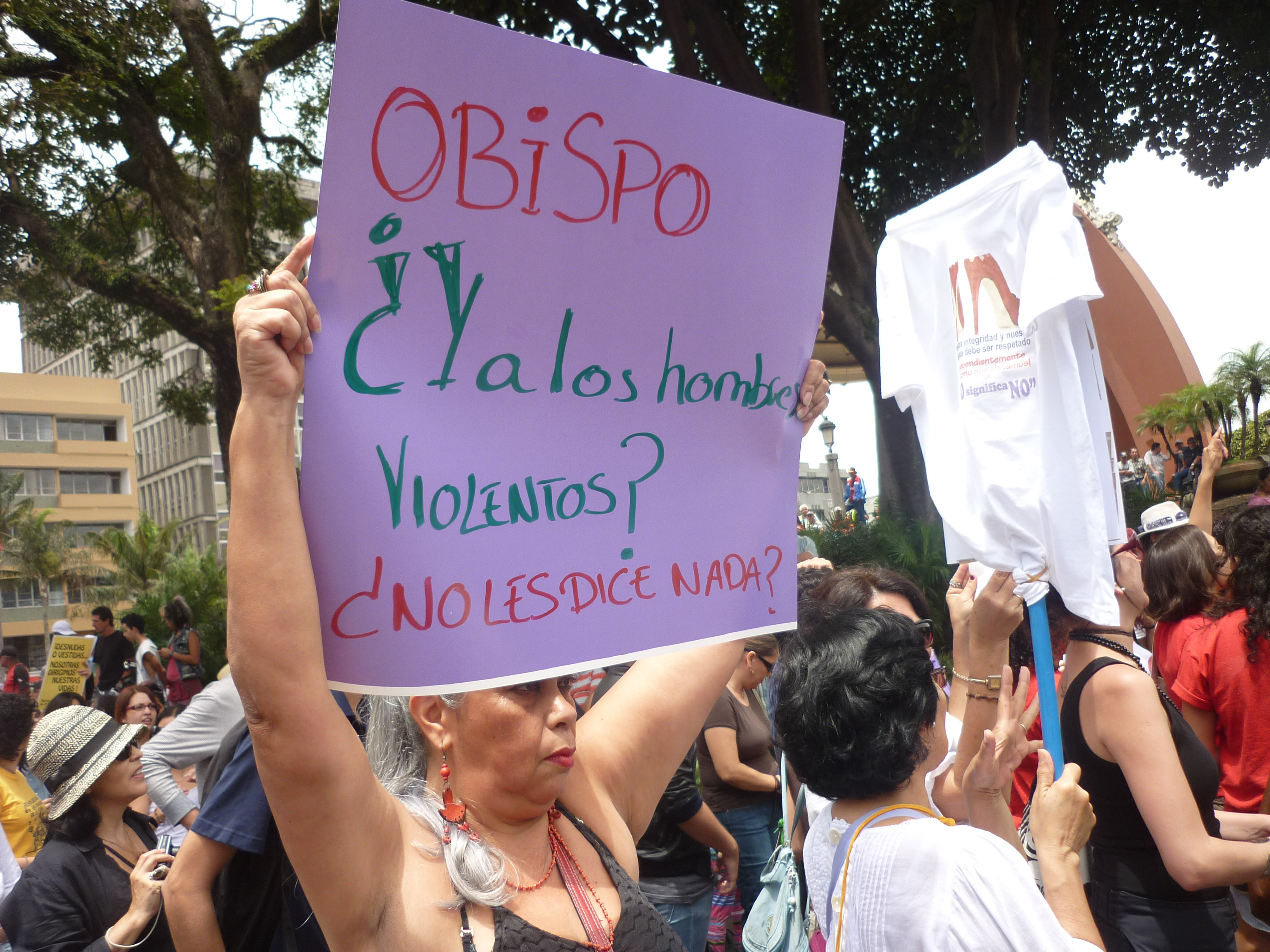
Marcha de las Putas na Costa Rica, em 14 de agosto de 2011. O cartaz questiona: “Bispo, e os homens violentos? Você não vai dizer nada a eles?”

Em 14 de agosto de 2011, na cidade de San José, foi realizada a primeira Marcha das Vadias da Costa Rica com a nomenclatura Marcha de las Putas e a convocação foi divulgada principalmente pelas redes sociais. A organizadora Montserrat Sagot, professora universitária e líder feminista, é autora de vários livros, incluindo "Quando a violência contra as mulheres mata: feminicídio na Costa Rica". O protesto foi dirigido contra comentários feitos em 2 de agosto por altos clérigos católicos durante uma cerimônia em Cartago em homenagem à padroeira da Costa Rica, a Virgen de los Ángeles.
No evento, Dom José Francisco Ulloa apelou às mulheres para que se vistam "modestamente" para não serem "desumanizadas" e "objetificadas". "O dom sexual que Deus deu às mulheres está envolto em amor e fidelidade para o seu propósito último: a fertilização", disse Ulloa. O cardeal mexicano Francisco Robles, representando o Papa Bento XVI, disse na cerimônia que a missão da mulher "não consiste em imitar os homens, mas sim em criar um mundo mais humano através do exercício da criatividade no lar". Robles exortou as mulheres a entrarem na vida pública "sem imitar os homens" e a reforçarem o seu papel em casa como mães e membros da família. "O mandato da Igreja (Católica) para que as mulheres ajam com modéstia e decência é a mesma mensagem conservadora que pretende culpar as mulheres pelos abusos de que são vítimas", disse Sagot.
O grupo de organizadores emitiu uma nota em defesa do direito das mulheres de se vestirem como quiserem, sem que nenhuma Igreja ou instituição imponha limitações. "Nossa afirmação é a mais básica do feminismo: nós decidimos sobre nossas próprias vidas, ninguém mais precisa nos dizer como nos vestir, o que pensar ou o que devemos fazer, agressão e abuso", diz o documento. Também exigiu a aplicação da Convenção sobre a Eliminação de Todas as Formas de Discriminação contra a Mulher, ratificada pela Costa Rica em 1986, e da Convenção de Belém do Pará (convenção interamericana para prevenir, punir e erradicar a violência contra as mulheres) ratificado pelo país em 1995.

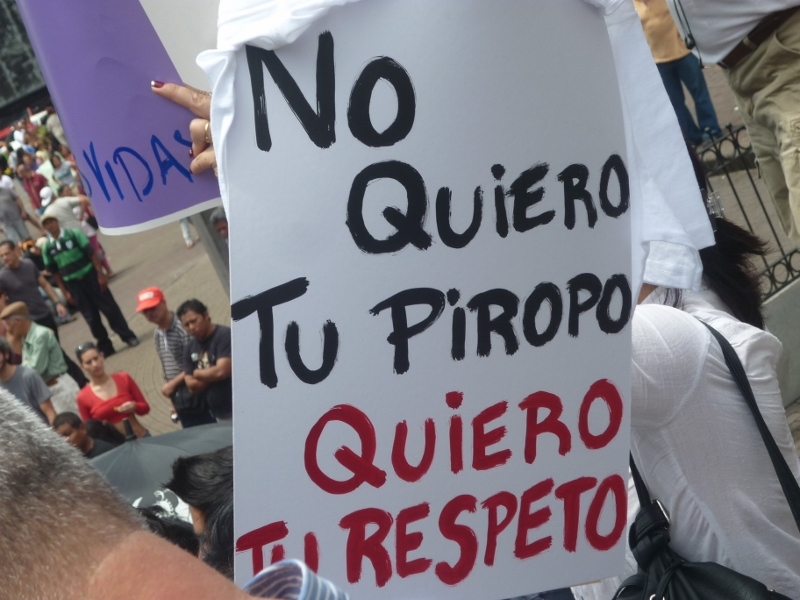
Cartaz da Marcha de las Putas na Costa Rica em 2011: "Não quero sua cantada, quero seu respeito"

Após o protesto, Sagot escreveu: "A marcha provou que neste país existe uma nova geração, que não está disposta a responder com 'boas maneiras' a instituições que, como a hierarquia católica, desrespeitam os seus direitos, culpam as mulheres pela violência que sofrem e que, a partir de uma posição de poder (…) tentam impor normas e estilos de vida a pessoas que não concordam com eles". Ela também relacionou os protestos aos 'compromissos evidentes' da presidente Laura Chinchilla com a Igreja Católica.
Em 22 de novembro de 2013, uma segunda Marcha de las Putas foi organizada em San José com o slogan "No es no. La violencia nunca es consentida (Não É Não: A violência nunca é consentida)". A escolha do slogan denunciou afirmações do ex-deputado Oscar López, que declarou haver "uma linha tênue entre consentimento e estupro". Os organizadores afirmam que tais declarações minimizam o problema da violência sexual contra as mulheres, justificam as ações dos violadores e reforçam o discurso misógino. O objetivo deles era que Lopez retratasse seus comentários e reconhecesse a agressão sexual como uma forma grave de violência contra as mulheres. Também apelaram ao partido político de Lopez, Partido de Accessibilidad Sin Exclusión, para que se comprometa a tomar medidas, e para que todos os outros partidos políticos se pronunciem sobre o assunto.

## Equador

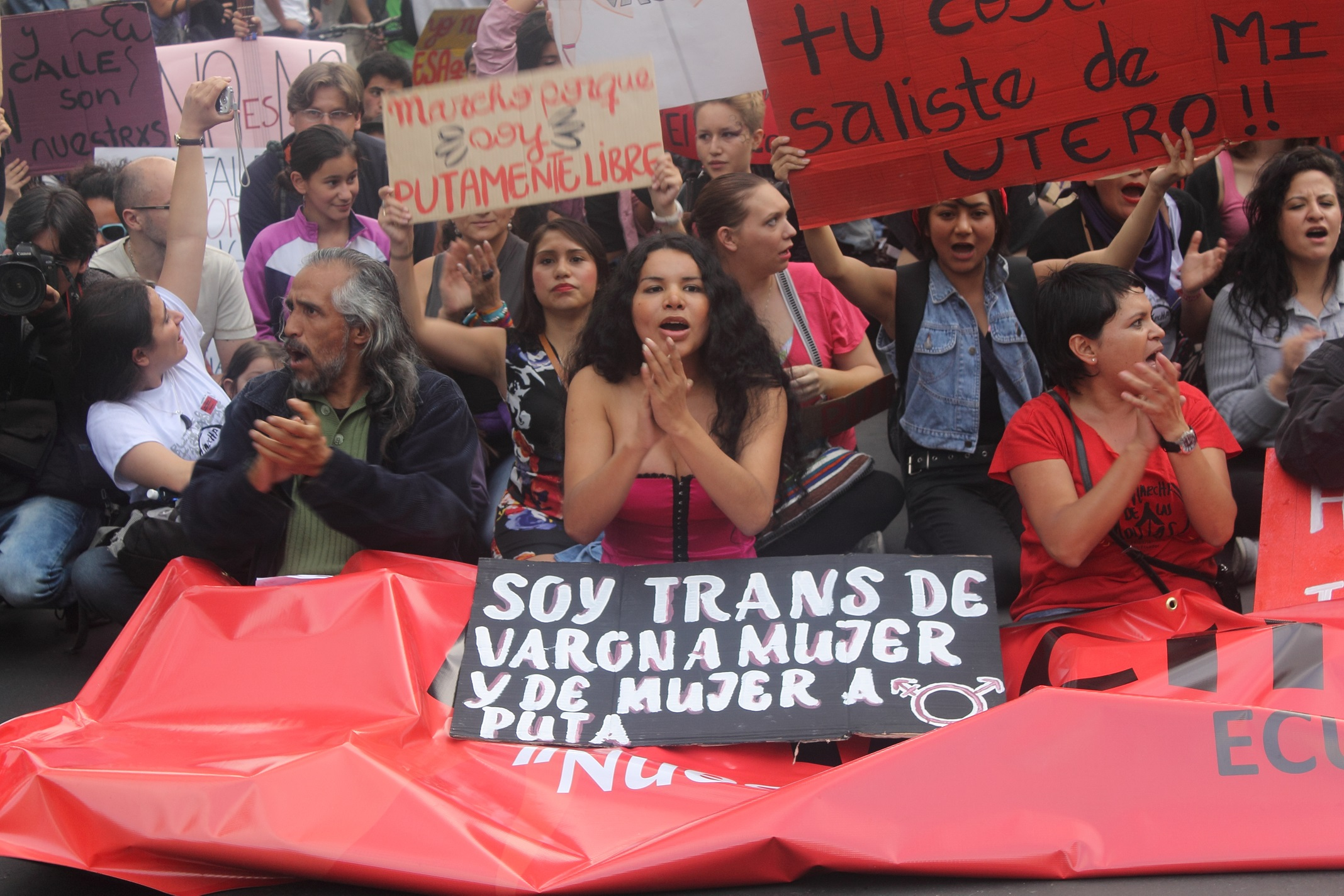
Mulher trans na Marcha de las Putas em Quito, no Equador, 29 de março de 2014

No dia 11 de março de 2012 aconteceu a primeira Marcha das Vadias em Quito, com o nome "Marcha de las Putas". Profissionais do sexo e transgêneros participaram do evento, e a reunião do organizador anterior ao protesto foi na Casa Transgênero. O movimento social Ruptura também apoiou a marcha, afirmando: "Este protesto defende o direito das mulheres de expressarem a sua realidade nas roupas, poses e maquiagens, e isso não pode ser transformado em desculpa para assédio e abuso".
No dia 22 de abril de 2013, outra Marcha de las Putas foi organizada em Quito por grupos feministas e LGBT, reunindo cerca de 3 000 pessoas. A organizadora Ana Almeida explicou: "Queremos criar um precedente desta mensagem de não violência contra as mulheres, porque os corpos das mulheres devem ser respeitados; fazemos um trabalho político constante para redefinir a palavra "puta" e o que ela significa para mulheres e homens."
Na marcha, houve um aumento no número de participantes do sexo masculino, além de pessoas com torsos nus, um falso padre católico de túnica rosa, muitas placas com rimas e slogans, músicos ao vivo e andadores de pernas de pau. No meio do protesto, a chuva começou a cair, mas o protesto continuou enquanto muitos gritavam: "¡Que llueva, que llueva, las putas no se ahuevan! (Deixe chover, deixe chover, vadias não desistam!)"

## Honduras
Em 11 de junho de 2011, centenas de mulheres estiveram nas ruas de para participar da primeira Marcha de las Putas em Tegucigalpa, capital de Honduras, movimento internacional liderado por mulheres para acabar com o julgamento e a cultura do estupro. A marcha começou na avenida leste da capital hondurenha e terminou no centro da cidade. Diversos manifestantes estiveram de decote, minissaia, salto-alto, maquiagem e óculos. Segundo a jurista Luz Elena Andino, é necessário que haja respeito às mulheres por parte dos homens: "Precisamos que nos sejam concedidos os nossos direitos, que já temos por lei, mas os homens não nos respeitam mesmo que usemos blusa até ao pescoço ou saia longa ou vestido longo".
Sandra Maribel, diretora da rádio Rádio Gualcho, esteve presente no evento. De acordo com a sua análise: "O uso da linguagem para discriminar com base na forma como nos vestimos está relacionado com a luta mais ampla das mulheres nas Honduras. Há muita violência dentro de casa e queremos mudar isso. Talvez um bom lugar para começar seja mudando a linguagem usada para se referir a nós, mulheres." Ela também se referiu à recente proibição da pílula do dia seguinte aprovada pelo Congresso de Honduras: "A luta das mulheres não está isolada da luta mais ampla do povo hondurenho. em todos os sentidos. E as mulheres hondurenhas têm sido manifestantes ativas na resistência contra o golpe de Estado em Honduras. Mas não estamos a fazê-lo apenas para aumentar a multidão.
Uma participante que trabalha como profissional na prevenção da AIDS, orientou as pessoas a considerarem como a palavra "vadia" também é usada para discriminar a comunidade trans: "Mulheres e pessoas trans que escolhem vestir-se de forma sensual não devem ser chamadas de vagabundas." Fernando Reyes, do movimento de diversidade e resistência de Honduras, considerou a marcha como uma resposta a todas as formas de intolerância: "Hoje é o melhor exemplo, ver todos os jovens da diversidade sexual e várias diversidades culturais demonstrando e percebendo que mesmo quando jovens elas têm o direito de ser quem elas querem ser."
Como atividade de encerramento, os participantes se revezaram na escrita de mensagens na lateral da principal catedral católica da cidade. Nuila explicou: "A Igreja é uma das instituições que mais oprime os direitos das mulheres, especialmente num país católico como o nosso. O aborto é ilegal em Honduras, não só para as mulheres, porque é criminalizado de três a seis anos de prisão, mas o médico também é penalizado e sua licença é restrita."
Em 8 de dezembro de 2012, centenas de pessoas participaram da segunda Marcha de las Putas em Tegucigalpa. Muitas mulheres ajudaram junto aos seus parceiros homens, e o protesto contou com a participação de organizações LGBT. "Estamos marchando para protestar contra o assédio sexual que nós, mulheres, sofremos pela maneira como escolhemos nos vestir", explicou Karla Martínez, coordenadora do protesto, "estamos cansadas de que nossas roupas sejam uma desculpa para os homens sentirem que têm o direito para nos estuprar ou nos apalpar, é por isso que estamos aqui hoje, exigindo o fim da violência contra as mulheres."
Mildred Tejada, do Sistema das Nações Unidas, esteve presente na Marcha de las Putas. "A palavra 'puta' causa aversão, é um insulto a todas as mulheres independentemente da profissão que exerçam", afirmou. Sergio Ulloa, um dos manifestantes masculinos, comentou sobre a marcha: "Vivemos num país machista e já é hora dos homens pararem de assediar e abusar sexualmente das mulheres."

## México
Em 12 de junho de 2011 aconteceu a Marcha das Vadias na Cidade do México, com o nome de Marcha de las Putas. Mulheres, homens e crianças, a maioria com roupas casuais, mas alguns de salto-alto e minissaias escolares, marcharam com cartazes dizendo "Não significa Não" e "prostitutas são sagradas". Uma autodenominada avó com uma blusa decotada aconselhou as mulheres a se vestirem como quisessem. "Este é um problema de toda a sociedade", disse Edith López, porta-voz do protesto, "precisamos de nos reeducar, porque as vítimas da violência sexual não são as responsáveis". Caminhadas semelhantes foram realizadas nas cidades de Cancún, Guadalajara, Oaxaca de Juárez e Sinaloa.
De acordo com diferentes organizações não governamentais, a violência contra as mulheres aumentou 30% e uma média de 1 200 mulheres recebem anualmente assistência médica por violência doméstica ou no local de trabalho. Dados oficiais do México mostram que durante os anos de 1999 a 2005, mais de seis mil meninas e mulheres foram assassinadas por serem mulheres. Gabriela Amancaya, do Atrévete DF, a versão local do Hollaback! , participou do protesto na Cidade do México e explicou que o objetivo era "conscientizar sobre o fato de que estamos cansadas do assédio nas ruas, dos abusos em geral e do silêncio que sempre cerca esses assuntos". O convite foi feito através das redes sociais e reuniu milhares de participantes para a marcha.
Em 27 de junho de 2011, foi organizada em Puebla de Zaragoza a Marcha de las Putas, com a participação de ativistas, estudantes, donas de casa, acadêmicos, profissionais, mães e algumas mulheres políticas, cuja presença foi questionada por alguns participantes que consideraram não estar tão interessados na igualdade de género, tal como eram vistos no meio da multidão. Cerca de uma dúzia de mulheres estavam vestidas como prostitutas e pelo menos uma estava fantasiada de freira. Elas explicaram que seu objetivo era mostrar que, em qualquer uma dessas roupas, eles deveriam ser igualmente respeitadas. Houve também uma passarela com diversos tipos de calçados, entre saltos altos, sandálias, botas e calçados esportivos, com cartazes coloridos sobre seus pretensos donos: "quem beija quem quer", "quem trabalha". Elas estavam sob uma placa maior que dizia: "Putas somos todas, o ninguna (ou todas nós ou nenhuma de nós somos putas)." Em 16 de julho de 2011, a Marcha de las Putas foi realizada em Uruapan.
No dia 8 de outubro de 2012, uma nova Marcha de las Putas foi realizada em Puebla. Natali Hernández participou com sua organização sem fins lucrativos, Red por los Derechos Sexuales y Reproductivos (Rede pelos Direitos Sexuais e Reprodutivos), que denunciou o estado de Puebla que há uma acusação de violência sexual contra uma mulher a cada 12 horas, tornando esse estado o quinto em ocorrência de violência sexual, num país onde a média de denúncias é de uma a cada 17 horas. O protesto terminou em frente à Câmara Municipal de Puebla, onde os manifestantes se pronunciaram contra a violência sexual. Ressaltaram que nos últimos seis anos, os assassinatos de mulheres aumentaram até três vezes. Os números mostram 341 feminicídios em 2005 contra 619 em 2011, o que representa um aumento de 81%.
Em 25 de novembro de 2012, uma nova Marcha de las Putas foi organizada em Tuxtla Gutiérrez para coincidir com o Dia Internacional pela Eliminação da Violência contra a Mulher. Martha Figuero Mier participou do protesto com sua ONG Colectivo de Mujeres (Colem) e, como ativista, representa vários casos de violações dos direitos das mulheres em Chiapas na Comissão Interamericana de Direitos Humanos. Antes da marcha, sua organização havia denunciado 67 feminicídios de mulheres indígenas durante 2012. Ela explicou que o número se baseia apenas nos casos cobertos pela mídia, já que a Procuradoria Geral de Chiapas não respondeu aos seus pedidos de informação sobre o número e o andamento dos processos de feminicídios.
"Quando uma mulher é agredida ou assassinada, as autoridades qualificam-no como um crime passional, desconsiderando a estrutura social mais ampla que minimiza e viola os direitos das mulheres. Exigimos políticas públicas para eliminar todas as formas de violência contra as mulheres" acrescentaram os participantes do o protesto. Alejandra Peralta, chefe da Secretaría para el Desarrollo y Empoderamiento de las Mujeres (Secretária para o Desenvolvimento e Empoderamento da Mulher) do Governo do Estado, também participou da Marcha de las Putas. Ela admitiu que há altos registros de violência contra as mulheres, mas os números e estatísticas sobre feminicídios e acusações de agressão devem ser administrados pela Procuradoria-Geral da República.

## Nicarágua
Em 11 de junho de 2011, foi realizada a primeira Marcha das Vadias em Matagalpa, na Nicarágua, com a nomenclatura Marcha de las Putas, com objetivo de acabar com a naturalização da violência contra as mulheres e a culpabilização das vítimas pela aparência. De acordo com a Rede de Mulheres Contra a Violência, 89 mulheres na Nicarágua foram assassinadas pelo seu parceiro ou por outra pessoa conhecida em 2012. Edume Larracochea, líder espanhola da Red de Mujeres de Matagalpa (Rede de Mulheres de Matagalpa) e organizadora do evento, disse que dezenas de mulheres ajudaram, vestindo jeans ou saias, salto alto ou sapatilhas, como quisessem. "A marcha foi um grande sucesso, sentimos que as pessoas estavam interessadas e queremos que todos reflitam sobre a violência sexual", acrescentou.
No final do protesto, a Red de Mujeres de Matagalpa leu um documento denunciando a sociedade por "usar a palavra 'puta' para estigmatizar e desacreditar aquelas mulheres que são corajosas o suficiente para decidir sobre os nossos corpos e as nossas vidas". Afirma também que as manifestantes "estão cansadas de ouvir as provocações de nós, mulheres, e, portanto, são culpadas" de violência sexual.

## Panamá
Em 25 de outubro de 2011, foi realizada a primeira Marcha das Vadias na Cidade do Panamá com a nomenclatura Marcha de las Putas. Entre os 500 homens e mulheres que se juntaram ao protesto num dia chuvoso, havia algumas prostitutas que, apesar da prostituição ser legal no Panamá, expressaram as suas queixas relativamente à sua situação. A marcha começou em frente à sede da Procuradoria-Geral da República. Os participantes disseram exigir respeito e o fim da violência doméstica no país. A atriz Janelle Davidson explicou que apoiou a causa, embora não tenha podido comparecer ao protesto. Ela narrou uma consulta médica aos 17 anos, vestindo jeans e blusa decotada, na qual lhe disseram: "Olhe para você! Aí você vai reclamar quando for estuprada". "Não importa se você se veste de maneira sensual ou não, o respeito é fundamental", acrescentou.
A jornalista colombiana Carolina Ángel Idrobo também esteve presente no protesto para cobrir a história para o jornal panamenho La Prensa. No dia seguinte à marcha, ela recebeu uma advertência verbal de seu editor-chefe por ter sido vista dançando e cantando entre os manifestantes, argumentando que o ativismo era incompatível com o setor jornalístico do periódico. Idrobo pediu desculpas ao seu editor, mas no dia 2 de novembro foi chamada pelo diretor, que informou que estava demitida. A FELCOPER (Federación Colombiana de Periodistas - Federação Colombiana de Jornalistas) pronunciou-se a favor de Idrobo, expressando sua preocupação com a censura e a discriminação dentro da mídia independente, bem como com demissões injustas baseadas na ideologia. "A liberdade de expressão não pode ser um direito a ser reivindicado apenas pelos meios de comunicação social para a sociedade, deve ser garantida também pelos meios de comunicação social aos seus trabalhadores" explicou Adriana Hurtado, presidente da FELCOPER.

## Peru
Em 12 de novembro de 2011, foi realizada uma Marcha das Vadias em Lima com a nomenclatura Marcha de las Putas. Mais de 100 mulheres vestidas de saia curta e lingerie juntaram-se ao protesto e entregaram panfletos aos transeuntes. "As pessoas ficam surpresas ao ver mulheres vestidas assim, sempre chama a atenção", explicou Fiorella Farje, uma das organizadoras e membro da PUTAS, acrônimo de Por Una Transformación Auténtica y Social (Por Uma Transformação Autêntica e Social). "Ficamos um pouco assustados com o nome do protesto, que pudéssemos ter problemas ou que a mensagem pudesse ser distorcida, mas a reação foi muito positiva", acrescentou.
Em 10 de novembro de 2012, aconteceu em Lima uma nova Marcha de las Putas, reunindo cerca de 150 pessoas. Ana Lucía Álvarez, porta-voz da organização, explicou aos veículos de comunicação no local que não se tratava de uma marcha de prostitutas, mas sim de jovens contra a violência às mulheres e o assédio nas ruas. "Também reconhecemos que as prostitutas têm dignidade, merecem respeito de toda a sociedade e rejeitamos os maus-tratos que sofrem por parte da polícia".

## Uruguai
Em 9 de dezembro de 2012, foi realizada a primeira Marcha das Vadias com a nomenclatura Marcha de las Putas, convidando homens, mulheres, transexuais e crianças. "Cada um de nós participa com a quantidade de roupa que desejar", explicaram os organizadores, "Nossa exigência é que a sociedade pare de tolerar e minimizar os abusos sexuais e, ao invés de culpar a vítima, julgue severamente o estuprador".
O protesto também foi direcionado a um comentário feito pelo presidente José Mujica aos que pediam a renúncia de Fernando Calloia, chefe do Banco de la República. Mujica respondeu publicamente em Brasília dizendo que "é melhor que eles controlem suas esposas". Durante o discurso no protesto, os organizadores responderam: "Não queremos ser controladas, os homens acreditam que são donos de qualquer mulher, mas procuramos parceiros, não proprietários."
A socióloga Teresa Herrera também abordou a observação: "Senhor Presidente, a ideologia dos homens que exercem o poder sobre as mulheres é a mais antiga do mundo, mesmo anterior à relação riqueza-pobreza, e a sua justificação ideológica é, infelizmente, apoiada em todas as culturas. Por conta disso, temos comportamentos arraigados que devemos "desaprender" e novas formas de nos relacionarmos e de nos conhecermos que devemos apreender. Nós, mulheres, não precisamos ser controladas, na verdade, o controle é o primeiro passo da violência contra nós."